# Le Talisman de la grande pyramide
Le Talisman de la grande pyramide est le 21e album de la série de bande dessinée Papyrus de Lucien De Gieter. L'ouvrage est publié en 1998.

## Synopsis
Voulant découvrir l'origine de hurlements retentissants chaque nuit au pied de la Grande Pyramide, Papyrus met en colère le dieu Anubis.

### Documentation
- Laurent Mélikian, « Aménophis prodigue », BoDoï, no 13,‎ novembre 1998, p. 11.